# Ingeborg Hoppe
Ingeborg Hoppe (* 1. März 1920 in Kassel; † 4. Oktober 1983 in Stuttgart) war eine deutsche Modefotografin.

## Leben
Ingeborg Hoppe war die zweite Tochter des Ingenieurs und Vorstandsmitgliedes bei Daimler-Benz Dr. Ing. Otto Hoppe und seiner Ehefrau Gretel, geb. Feibusch. Sie besuchte zunächst das Königin-Charlotte-Gymnasium in Stuttgart, das sie, weil sie als Halbjüdin schikaniert wurde, mit der Mittleren Reife verließ. Ab November 1937 besuchte sie die Württembergische Staatliche Kunstgewerbeschule, wo sie Gebrauchsgrafik lernte, ehe sie von 1938 bis 1940 eine Ausbildung an der Bayerischen Staatslehranstalt für Lichtbildwesen in München absolvierte. Sie beendete diese Ausbildung als Gesellin, da eine Meisterklasse aufgrund der Kriegseinwirkungen nicht eingerichtet wurde. Sie war Schülerin der Fotografin Hanna Seewald.
Von 1941 bis 1944 war sie Mitarbeiterin der Fotografin Urs Lang-Kurz und wurde von dieser vor der Verfolgung durch die Nationalsozialisten geschützt. Nachdem das Atelier von den Nationalsozialisten zerstört worden war, brachten sich die Fotografinnen in Nördlingen in Sicherheit, wo sie bis zum Kriegsende blieben.
Nach dem Ende des Zweiten Weltkriegs eröffnete Hoppe ein eigenes Fotoatelier in Stuttgart. Es war zunächst in der Heidehofstraße ansässig. 1947 legte Hoppe in Stuttgart die Meisterprüfung ab. 1950 erfolgte der Umzug in die Payerstraße.
Sie arbeitete unter anderem als Journalistin für verschiedene Zeitungen, übernahm in deren Auftrag die Dokumentation von Kriegsschäden in Stuttgart, Ulm und Augsburg und machte Werbeaufnahmen für Junghans und Mercedes-Benz. Ihr Spezialgebiet wurde aber bald die Modefotografie, und sie konnte zahlreiche Auftraggeber wie  Daimler-Benz, Junghans, Burda, Bleyle, Schachenmayr  und Benger Ribana. Zeitschriften wie die Film Revue, die Schwäbische Illustrierte und die Funk-Illustrierte veröffentlichten Bilder Hoppes.
Im Jahr 1948 heiratete Hoppe den Rechtsanwalt Wolfgang Mangold, mit dem sie zwei Kinder bekam. Das Atelier schloss sie in den 1950er Jahren aus familiären Gründen.
Der Modefotograf F. C. Gundlach war vom 16. September 1949 bis 31. Dezember 1950 Assistent bei Ingeborg Hoppe in Stuttgart.

## Spätwerk
Ab 1976 widmete sie sich der fotografischen Dokumentation der Megalithkultur auf Sardinien und hier hauptsächlich den Grabhöhlen der Gattung Domus de Janas. Ihre Fotoarbeiten erregten das Interesse der Universität Sassari (Sardinien). So kam es zu einer Zusammenarbeit mit der sardischen Archäologin Giuseppa Tanda, zu deren Buch L’Arte delle Domus de Janas sie die Fotos lieferte. Sie starb 1983 und konnte die Veröffentlichung 1985 nicht mehr miterleben.

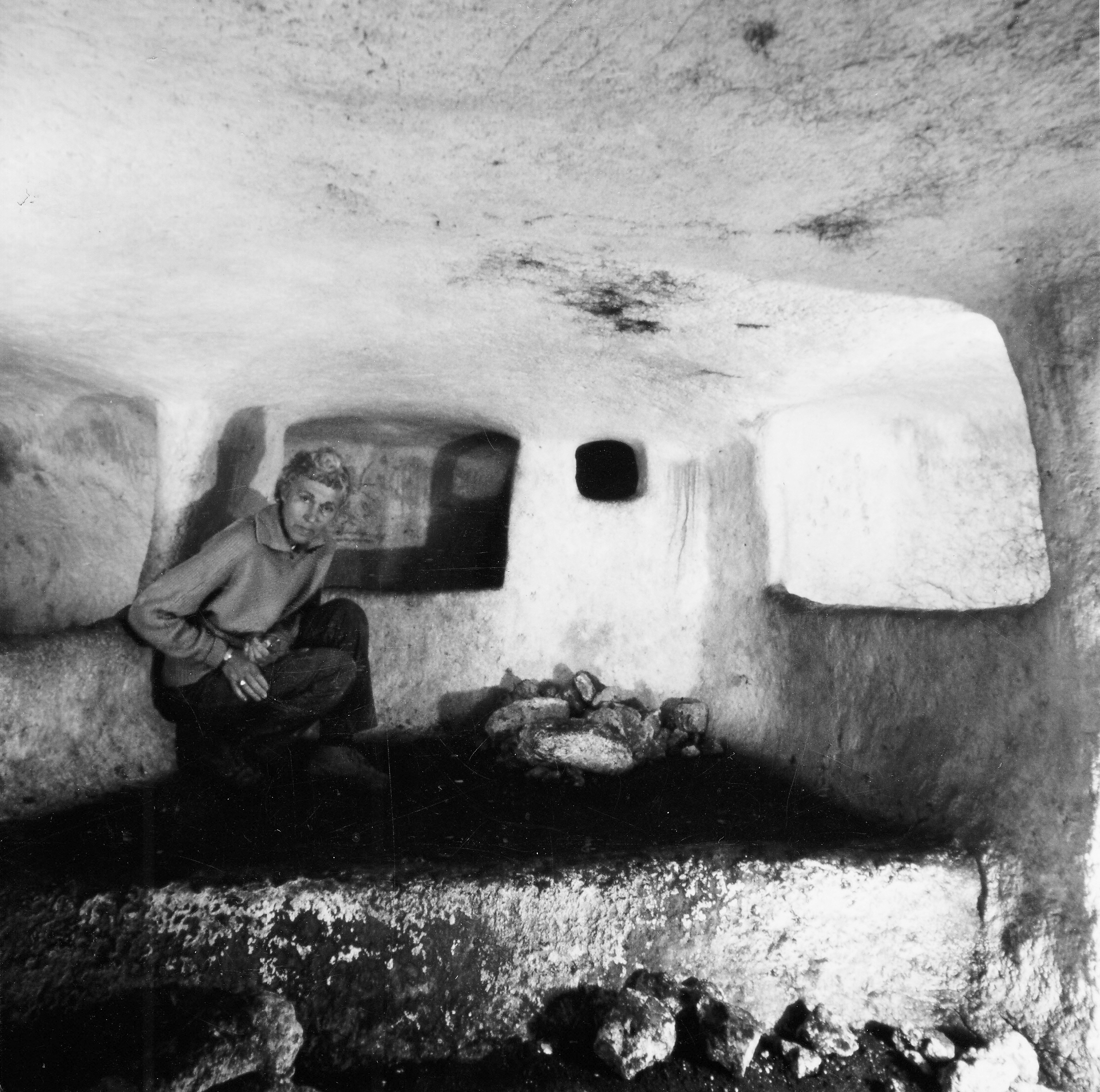
Ingeborg Mangold, geb. Hoppe, in der Grabhöhle Tomba Maggiore bei Ossi, Sardinien 1983

## Nachlass
Hoppes Archiv wurde zunächst von ihrer Familie betreut. Das Archiv ihrer Modeaufnahmen ist seit 2006 in der Sammlung Fotografie des Münchner Stadtmuseums untergebracht.
Zusätzlich besitzt die Deutsche Fotothek  über 180 Schwarzweißfotos von Hoppe. Es handelt sich sowohl um Landschafts- als auch um Architektur- und Baudenkmäleraufnahmen, die auf Studienreisen nach Italien, Frankreich und Spanien entstanden sind. Weitere Teile ihres Nachlasses befinden sich noch im Familienbesitz und in der Sammlung F. C. Gundlach in Hamburg.